# Josef Šulc (herec)
Josef Šulc (1. června 1926, Kouřim – 25. ledna 1970, Praha) byl český divadelní a filmový herec.
Hrál na divadelních scénách nejprve v Rychnově nad Kněžnou, po válce v Praze, Jihlavě, Mladé Boleslavi a Hradci Králové, nakonec na různých scénách v Praze. Ve filmu hrál ve více než dvaceti spíše epizodních rolích.
Sběratelsky spolupracoval na vzpomínkové knize Vladimíra Thieleho Úsměvy Jana Masaryka (1969).

## Filmografie
- 1946 Hrdinové mlčí – role neurčena (mladík)
- 1948 Na dobré stopě – Kurt, Langův synovec
- 1949 Rodinné trampoty oficiála Tříšky
- 1959 Zkouška pokračuje – člen Mladé scény
- 1961 Jarní povětří – student
- 1961 Florián – úředník
- 1963 Na laně – dělník
- 1963 Král Králů – knihkupec
- 1964 Kdyby tisíc klarinetů – střihač
- 1964 Hvězda zvaná Pelyněk – svobodník
- 1964 Komedie s Klikou – ženich
- 1965 Zločin v dívčí škole, 1. povídka Smrt na jehle – příslušník SNB
- 1965 Fotbal – fanda
- 1965 Úplně vyřízený chlap – mládenec
- 1966 Návrat ztraceného syna – náměstek
- 1966 Dáma na kolejích – reportér
- 1966 Starý Burgunďan (televizní film)
- 1967 Marketa Lazarová – kornet
- 1967 Dívka s třemi velbloudy – muž v bufetu
- 1968 Maratón – voják u snídaně
- 1968 Rakev ve snu viděti... – kriminalista
- 1969 Dobrodružství šesti trampů (televizní seriál)
- 1970 Ucho – tajný policista
- 1970 Návštěvy, nedokončený film (zničen)

## Dabing
- 1962 Poklad na Stříbrném jezeře – bandita Greg
- 1963 Stalo se v Turíně (I compagni)